# Premier Motors

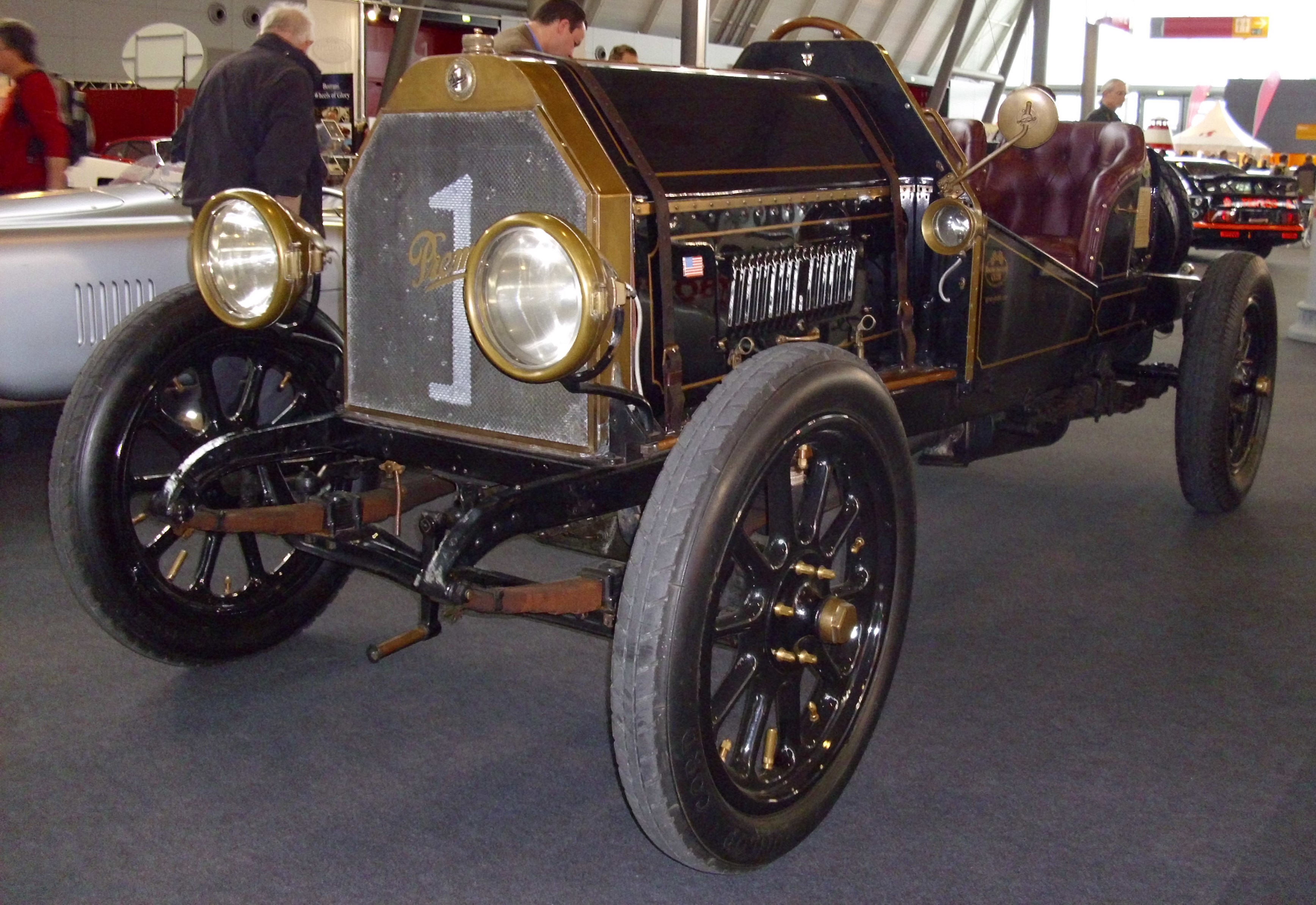
Premier von 1914

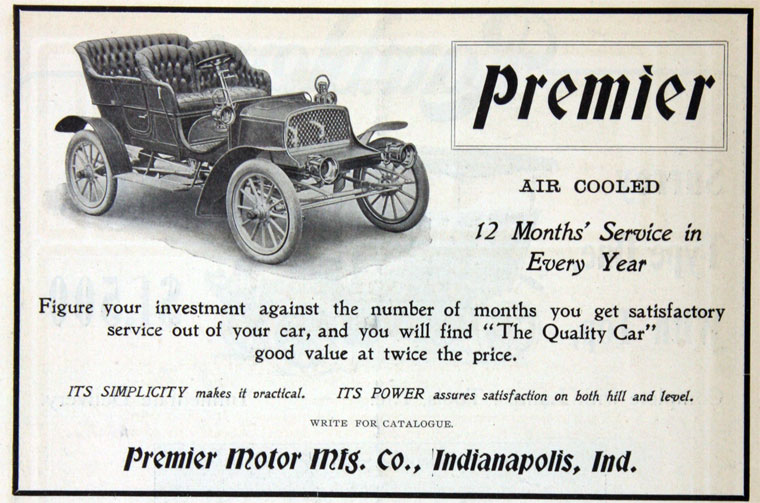
Anzeige von 1905

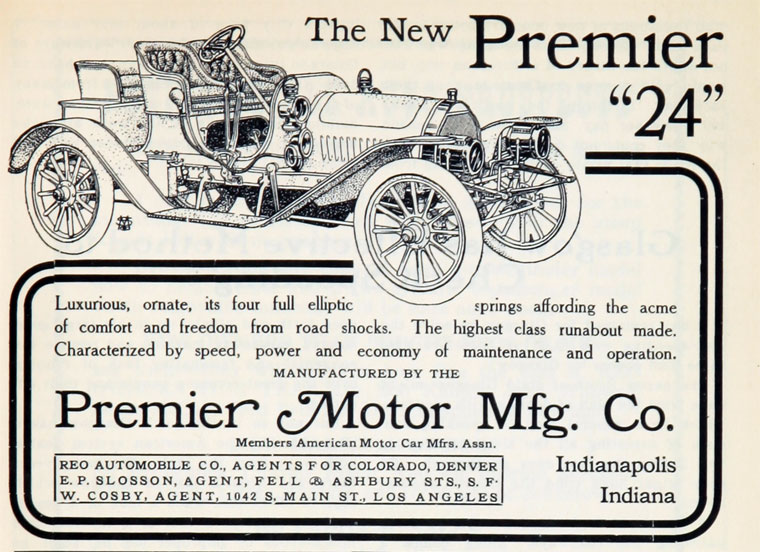
Anzeige von 1907

Premier Motors Inc., vorher Premier Motor Manufacturing Company, Premier Motor Car Company und Premier Motor Corporation, war ein US-amerikanischer Hersteller von Automobilen.

## Unternehmensgeschichte
George B. Weidely hatte bereits 1902 ein Auto hergestellt. 1903 gründete er zusammen mit Harold O. Smith die Premier Motor Manufacturing Company. Der Sitz war in Indianapolis in Indiana und blieb auch bis zur Auflösung dort. Sie begannen mit der Produktion von Automobilen. Der Markenname lautete Premier.
Am 15. Oktober 1914 begann die Insolvenz. Weidely und Smith verließen das Unternehmen, um die Weidely Motor Company zu gründen und Motoren herzustellen. Im Dezember 1915 übernahm eine Gruppe um den Bankier F. W. Woodruff das Unternehmen und reorganisierte es als Premier Motor Car Company. Ab 1920 leitete L. S. Skelton das Unternehmen. Er änderte die Firmierung in Premier Motor Corporation. Skelton starb im Januar 1921. Darauf folgte die nächste Insolvenz.
Im Frühjahr 1923 übernahm Frederick L. Barrows das Unternehmen. Er benannte es in Premier Motors Inc. um. Im Juni 1923 wurde Monroe erworben. Ab 1924 entstanden ausschließlich Taxis. Im Oktober 1926 wurde alles an die National Cab & Truck Company verkauft.

## Fahrzeuge
Der Prototyp von 1902 hatte einen Motor mit Wasserkühlung. Der Aufbau wurde als Motor Buggy bezeichnet. Die Serienmodelle hatten dagegen luftgekühlte Motoren. 1907 standen beide Kühlungsarten zur Verfügung. Ab 1908 entfiel die Luftkühlung.
Alle frühen Modelle hatten einen Vierzylindermotor, bis auf zwei Ausnahmen von 1904 und 1906 mit einem Zweizylindermotor. 1908 kamen Modelle mit einem Sechszylindermotor dazu. Von 1913 bis 1923 gab es nur Sechszylindermodelle. Ab 1924 ergänzte wieder ein Viermodell das Sortiment, das auf dem letzten Monroe basierte.
Im Laufe der Zeit gab es verschiedene Aufbauten wie Runabout, Tonneau, Tourenwagen, Landaulet, Limousine, Roadster, Clubman, Coupé, Yacht, Speedster, Coupelet, Town Car, Sport, Artcraft, Tourster und Brougham. Eine genaue Auflistung ist der folgenden Tabelle zu entnehmen.
1903 stand nur das Model A im Sortiment. Der Motor leistete 16 PS. Das Fahrgestell hatte 208 cm Radstand.
1904 blieb das Model A unverändert. Das Model F war bis auf den Aufbau identisch. Neu war der 20 HP, dessen Zweizylindermotor 20 PS leistete. Der Radstand betrug 224 cm.
1905 wurde nur das Model F angeboten, nun mit 244 cm Radstand.
1906 blieb das Model F unverändert. Ein Doctor’s Special war technisch identisch, hatte aber nur 229 cm Radstand. Darunter war das Model H mit einem Zweizylindermotor, 10 PS Leistung und 213 cm Radstand platziert. Außerdem erschien das Model L. Sein Motor war mit 20/24 PS angegeben. Der Radstand betrug 264 cm.
1907 stand nur das Model 24 im Sortiment. Dies war ein Hinweis auf die Motorleistung von 24 PS. Der Radstand maß 276 cm.
1908 war der Motor dieses Modells mit 24/28 PS angegeben. Das Model 30 hatte einen Motor mit 30/35 PS und den gleichen Radstand. Spitzenmodell war das Model 45 mit einem Sechszylindermotor, 45/55 PS Leistung und 315 cm Radstand.
1909 entfiel das Model 24, während die beiden anderen Modelle unverändert blieben.
1910 erschienen Model 4-40 und Model 6-60. Die Angaben bezogen sich auf die Zylinderanzahl und die Motorleistung. Die Fahrzeuge hatten 305 cm bzw. 356 cm Radstand.
1911 erhielt das kleinere Modell einen Radstand von 320 cm.
Für 1912 sind keine Änderungen überliefert.
1913 löste das Model 6-40 das kleinere der beiden Vorjahresmodelle ab. Es hatte einen Sechszylindermotor, der mit 38,4 PS angegeben war. Der Radstand betrug 335 cm. Beim Model 6-60 war die Motorleistung mit 48,6 PS angegeben.
1914 entfiel das große Modell. Dafür gab es zwei kleine Modelle namens Weidely Model und Model 6-48, die dem kleineren der beiden Vorjahresmodelle entsprachen.
1915 wurde daraus das Model 6-50. Darunter war das Model 6-49 platziert. Es hatte einen Motor mit 31,6 PS und den gleichen Radstand.
1916 entfiel das schwächere Modell. Das stärkere wurde nun Model 6-56 genannt und hatte 340 cm Radstand.
1917 erschien das Model 6-B. Der Sechszylindermotor war mit 27,34 PS angegeben. Der Radstand betrug 319 cm.
1918 wurde daraus das Model 6-C.
1919 gab es keine Änderungen.
1920 folgte das Model 6-D. Nun leistete der Motor 65 PS. Der Radstand maß 322 cm.
1921 wurde die Motorleistung mit 60 PS angegeben.
1922 gab es keine Änderungen.
1923 wurde die Motorleistung auf 79 PS erhöht.
1924 blieb dieses Modell unverändert. Neu war das Model B mit einem Vierzylindermotor, 35 PS Leistung und 292 cm Radstand.
1925 sind keine speziellen Modellbezeichnungen mehr überliefert. Ansonsten unterschieden sich die beiden Modelle nicht von jenen des Vorjahres.

## Modellübersicht
| Jahr | Modell           | Zylinder | Leistung (PS) | Radstand (cm) | Aufbau |
| ---- | ---------------- | -------- | ------------- | ------------- | --- |
| 1903 | Model A          | 4        | 16            | 208           | Runabout |
| 1904 | Model A          | 4        | 16            | 208           | Runabout |
| 1904 | Model F          | 4        | 16            | 208           | Tonneau |
| 1904 | 20 HP            | 2        | 20            | 224           | Tourenwagen 5-sitzig |
| 1905 | Model F          | 4        | 16            | 244           | Tourenwagen 5-sitzig, Runabout 2-sitzig                                                                                      |
| 1906 | Model F          | 4        | 16            | 244           | Tourenwagen 5-sitzig |
| 1906 | Model H          | 2        | 10            | 213           | Runabout 2-sitzig |
| 1906 | Model L          | 4        | 20/24         | 264           | Tourenwagen 5-sitzig |
| 1906 | Doctor’s Special | 4        | 16            | 229           | Runabout 2-sitzig |
| 1907 | Model 24         | 4        | 24            | 276           | Tourenwagen 5-sitzig, Runabout 2-sitzig und 3-sitzig, Landaulet 5-sitzig, Limousine 5-sitzig                                 |
| 1908 | Model 24         | 4        | 24/28         | 276           | Tourenwagen |
| 1908 | Model 30         | 4        | 30/35         | 276           | Tourenwagen 5-sitzig, Runabout, Limousine                                                                                    |
| 1908 | Model 45         | 6        | 45/55         | 315           | Tourenwagen 7-sitzig, Runabout                                                                                               |
| 1909 | Model 30         | 4        | 30/35         | 276           | Tourenwagen 5-sitzig, Roadster 3-sitzig und 4-sitzig, Limousine, Landaulet                                                   |
| 1909 | Model 45         | 6        | 45/55         | 315           | Tourenwagen 7-sitzig, Roadster 3-sitzig und 4-sitzig, Limousine                                                              |
| 1910 | Model 4-40       | 4        | 40            | 305           | Tourenwagen 5-sitzig, Roadster                                                                                               |
| 1910 | Model 6-60       | 6        | 60            | 356           | Tourenwagen 5-sitzig und 7-sitzig                                                                                            |
| 1911 | Model 4-40       | 4        | 40            | 320           | Tourenwagen, Clubman, Roadster, Limousine                                                                                    |
| 1911 | Model 6-60       | 6        | 60            | 356           | Tourenwagen 7-sitzig, Clubman, Roadster, Limousine                                                                           |
| 1912 | Model 4-40       | 4        | 40            | 320           | Tourenwagen 5-sitzig und 7-sitzig, Clubman 5-sitzig, Roadster 2-sitzig, Limousine 7-sitzig                                   |
| 1912 | Model 6-60       | 6        | 60            | 356           | Tourenwagen 7-sitzig, Clubman 5-sitzig, Roadster 2-sitzig, Limousine 7-sitzig                                                |
| 1913 | Model 6-40       | 6        | 38,4          | 335           | Tourenwagen 5-sitzig, Limousine, Coupé, Clubman, Roadster                                                                    |
| 1913 | Model 6-60       | 6        | 48,6          | 356           | Tourenwagen 7-sitzig, Coupé, Limousine, Roadster, Clubman                                                                    |
| 1914 | Weidely Model    | 6        | 38,4          | 335           | Roadster, Tourenwagen |
| 1914 | Model 6-48       | 6        | 38,4          | 335           | Tourenwagen 5-sitzig und 7-sitzig, Roadster 2-sitzig                                                                         |
| 1915 | Model 6-49       | 6        | 31,6          | 335           | Roadster 2-sitzig |
| 1915 | Model 6-50       | 6        | 38,4          | 335           | Tourenwagen 5-sitzig und 7-sitzig, Roadster 2-sitzig, Limousine 5-sitzig, Coupé                                              |
| 1916 | Model 6-56       | 6        | 38,4          | 340           | Tourenwagen 7-sitzig, Roadster 3-sitzig, Cloverleaf Roadster 3-sitzig, Yacht 4-sitzig, Speedster 2-sitzig, Coupelet 2-sitzig |
| 1917 | Model 6-B        | 6        | 27,34         | 319           | Foursome Roadster, Tourenwagen 7-sitzig, Limousine, Town Car, Touren-Limousine                                               |
| 1918 | Model 6-C        | 6        | 27,34         | 319           | Foursome Roadster, Tourenwagen 7-sitzig, Limousine 7-sitzig                                                                  |
| 1919 | Model 6-C        | 6        | 27,34         | 319           | Foursome Roadster, Tourenwagen 7-sitzig, Limousine 7-sitzig                                                                  |
| 1920 | Model 6-D        | 6        | 65            | 322           | Tourenwagen 7-sitzig, Sport 4-sitzig, Speedster 2-sitzig, Limousine 4-sitzig und 7-sitzig                                    |
| 1921 | Model 6-D        | 6        | 60            | 322           | Tourenwagen 4-sitzig und 7-sitzig, Roadster 2-sitzig, Coupé 4-sitzig, Limousine 4-sitzig und 7-sitzig                        |
| 1922 | Model 6-D        | 6        | 60            | 322           | Tourenwagen 4-sitzig und 7-sitzig, Roadster 2-sitzig, Artcraft 4-sitzig und 7-sitzig, Coupé 4-sitzig, Limousine 7-sitzig     |
| 1923 | Model 6-D        | 6        | 79            | 322           | Tourenwagen 4-sitzig und 7-sitzig, Roadster 2-sitzig, Tourster 4-sitzig, Brougham 4-sitzig, Limousine 4-sitzig und 7-sitzig  |
| 1924 | Model B          | 4        | 35            | 292           | Tourenwagen 5-sitzig, Roadster 2-sitzig, Limousine 5-sitzig                                                                  |
| 1924 | Model 6-D        | 6        | 79            | 322           | Tourenwagen 5-sitzig und 7-sitzig, Roadster 2-sitzig, Brougham 5-sitzig, Limousine 7-sitzig                                  |
| 1925 | 35 HP            | 4        | 35            | 292           | Tourenwagen 5-sitzig, Roadster, Limousine                                                                                    |
| 1925 | 79 HP            | 6        | 79            | 322           | Tourenwagen 5-sitzig und 7-sitzig, Roadster 2-sitzig, Brougham 5-sitzig, Limousine 7-sitzig                                  |

## Produktionszahlen
Insgesamt entstanden über 12.000 Fahrzeuge.
| Jahr  | Produktionszahl |
| ----- | --------------- |
| 1903  | 25              |
| 1904  | 50              |
| 1905  | 100             |
| 1906  | 200             |
| 1907  | 250             |
| 1908  | 300             |
| 1909  | 500             |
| 1910  | 1.000           |
| 1911  | 1.000           |
| 1912  | 1.200           |
| 1913  | 1.200           |
| 1914  | 1.300           |
| 1915  | 850             |
| 1916  | 650             |
| 1917  | 730             |
| 1918  | 430             |
| 1919  | 330             |
| 1920  | 718             |
| 1921  | 623             |
| 1922  | 536             |
| 1923  | 176             |
| 1924  | 233             |
| Summe | 12.401          |